# Carles IV del Maine

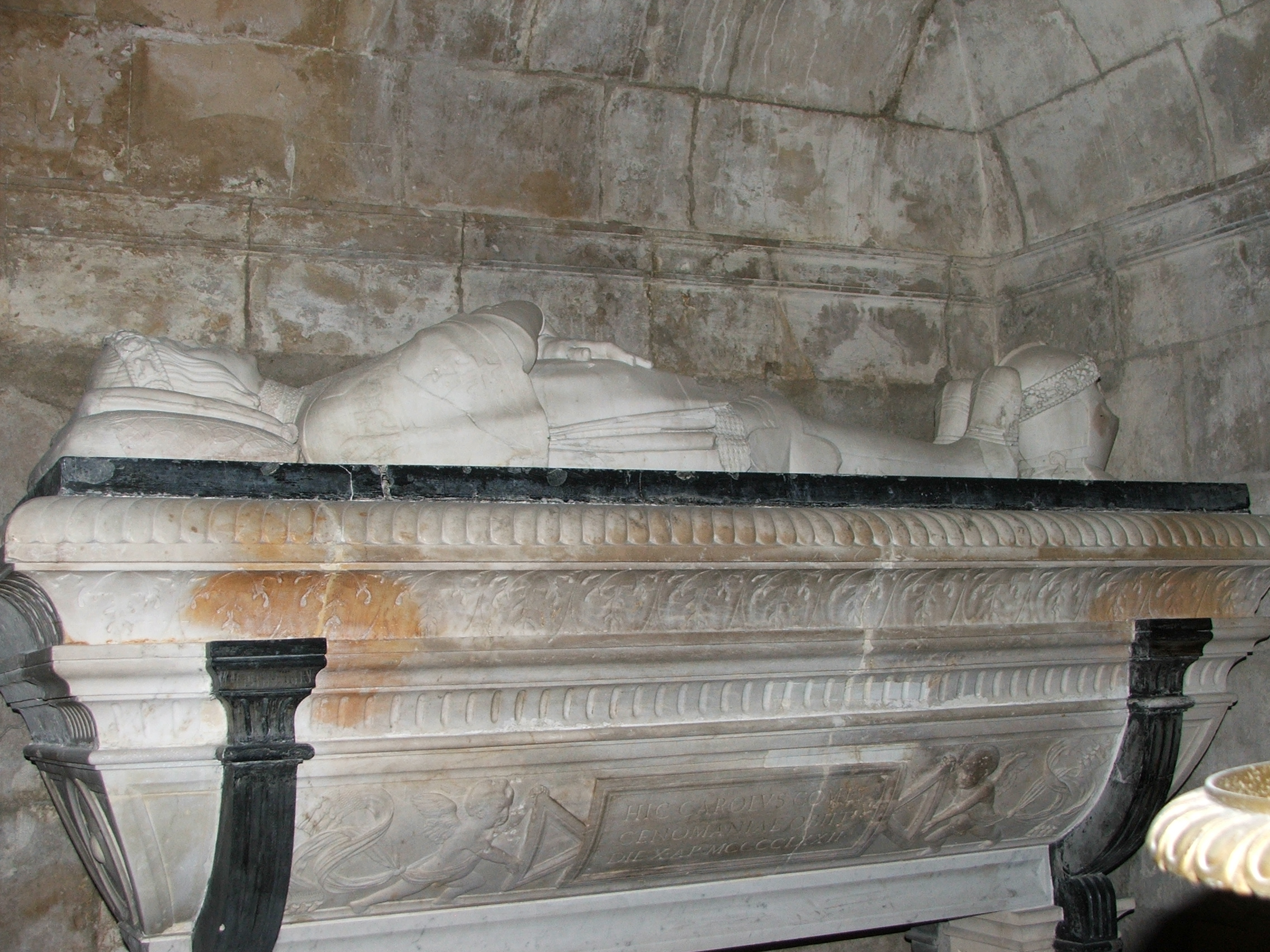
Tomba de Carles IV d'Anjou, comte del Maine, a la catedrale de Mans, escultura atribuïda a Francesco Laurana

d'atzur sembrat de lliris d'or i la bordure de gules, carregada al cantó de lleó de plata

Carles IV d'Anjou, nascut el 14 d'octubre de 1414 a Montils-lès-Tours, mort el 10 d'abril de 1472 a Neuvy-le-Roi, fou comte del Maine de 1434 a 1472 i de Guisa de 1444 a 1472, fill de Lluís II de Provença i de Violant d'Aragó; fou un príncep de la sang francès que va ser sobretot el favorit de Carles VII de França de 1433 a 1445.

## Biografia

### Favorit de Carles VII
Es va casar en principi amb Cobella Ruffo († 1433), filla de Carlo Ruffo, comte de Montaldo, i de Ceccarella Sanseverino. Van tenir un fill, Joan Lluís Marin (1433-mort jove).
Políticament proper de la seva mare Violant d'Aragó, Carles d'Anjou va participar el 1433 al complot que comporta la caiguda de Georges de La Trémoille, el totpoderós favorit de Carles VII.
Va entrar llavors al Consell del rei, el seu cunyat, i hi va tenir un paper de primer pla durant nombrosos anys, esdevenint de fet el nou favorit reial. Amb la seva mare i el seu germà el rei Renat I, va omplir el govern de consellers angevins o propers d'aquest clan. Entre les personalitats que l'envoltaven, es trobava Prigent de Coëtivy, Joan V de Bueil, el poderós conestable de Richemont i el jove genet angeví Pere de Brézé, així com certs antics parents de La Trémoille, com ara Joan de Dunois o el canceller Renault de Chartres.
A partir de 1437, va participar en les campanyes de Carles VII de França contra els anglesos, del qual de vegades fou l'executor: presa de Montereau en 1437, la presa de Pontoise en 1441, campanya de Normandia (1449- 1450) i campanya de Guiena (1453). El 1440, el rei el va nomenar governador del languedoc.
El mateix any, Carles del Maine va fer front a la Pragueria. Els principals conductors d'aquesta revolta nobiliària, els ducs d'Alençon i de Borbó, exigiren en efecte la seva destitució així com la del conestable de Richemont. Però el poder reial va aguantar i els rebels es van veure obligats a sotmetre's. El 1441 rebé del germà Renat I els drets sobre el Comtat del Maine.
Vidu de la seva primera esposa, va intentar recuperar la terra de Guisa que pertanyia al seu pare i després al seu germà, abans que Joan de Luxemburg se l'hagués fet atribuir i l'hagués conquerit el 1425. Va començar per reclamar Guisa a Carles VII, que l'havia confiscat a Lluís de Luxembourg-Saint-pol, el nebot de Joan de Luxemburg, i es va casar el 1443 amb Isabel de Luxemburg, la germana de Lluís. Finalment, el rei li va donar Guisa el 1444. D'aquest segon matrimoni, Carles va tenir una filla, Lluïsa (1445 † 1477), que es casarà amb Jaume d'Armanyac, duc de Nemours, i un fill Carles (1446 † 1481).
Cap a 1442-1443, el comte de Maine comença a patir la concurrència de nous consellers, com Brézé o el financer Jacques Cœur. Gràcies a les seves victòries, Dunois fou en mesura de discutir la seva posició de «principal ministre». La mort de Violant d'Aragó el 1442 va debilitar la seva posició.

### Una desgràcia temporal
Carles del Maine va perdre finalment el seu predomini al Consell el 1445 en benefici de Pierre de Brézé i va experimentar amb el seu germà Renat I la desgràcia reial. La favorita Agnès Sorel, propera de Brézé, no fou sens dubte estranya a la seva caiguda. El 1446, intrigava amb el delfí Lluís per fer retornar Brézé, el que no va fer més que augmentar el ressentiment del rei contra el seu fill, i en 1449 se li retirà el comtat, quedant-li només la jurisdicció sobre Mans.
Tanmateix Carles va trobar cap a 1455 un lloc al Consell, que va dominar fins a la mort de Carles VII en companyia de Brézé i de Dunois.

### Sota Lluís XI: de la fidelitat a la traïció
Després de la mort de Carles VII, Carles del Maine comença per donar suport el seu cosí Lluís XI de França. Semblava molt proper a aquest monarca, que li va encarregar d'arreglar els seus conflictes amb el duc de Bretanya, però la seva negociació no va portar més que a enverinar l'odi dels dos partits.
Va mantenir una conducta encara més equívoca durant la Lliga del Bé Públic i a Normandia, on es va descuidar de contenir els bretons del duc Francesc II de Bretanya. Lligat per la sang o l'amistat a diversos prínceps que componien la lliga, enganyat pels seus emissaris, va combat suaument. Va participar en la batalla de Montlhéry el 16 de juliol de 1465, on va abandonar el rei i va fugir. No obstant això, Carles, del qual la covardia o la perfídia semblava que havia de ser castigada amb la pena màxima, ni tan sols fou inquietat al principi. El setembre, Lluís XI, encara que no sent ingenu sobre la seva duplicitat, li va confiar fins i tot la direcció de les primeres negociacions portades amb els prínceps rebels, al marge del setge de París.
El 1466, el comte de Maine va caure en desgràcia de Lluís XI, després que el seu nebot el duc de Calàbria el va trair remetent al rei el seu segell, que provava la seva traïció a Montlhéry. Interessat a tractar bé al rei Renat I, Lluís XI es va conformar a retirar-li el seu govern del Languedoc i li va permetre retirar-se a les seves terres, a condició de no fer parlar més d'ell.
El comte de Maine va obeir i va morir oblidat el 1472.

### Fills naturals
Carles va deixar diversos fills naturals:
- Lluís de Mézières (+ 1489), i posteritat;
- Joan (+ abans de 1498), es va casar amb Françoise de Blanchefort, filla de Joan de Blanchefort, alcalde de Bordeus;
- Marie (vivia el 1470);